# Hugo Boss (IMOCA, Farr, 2007)
Pour les articles homonymes, voir Hugo Boss (IMOCA).
Freelance.com est un voilier de course au large appartenant à la classe des 60 pieds IMOCA. Conçu par l'architecte néo-zélandais Bruce Farr. Mis à l'eau en 2007 sous le nom d'Estrella Damm (skipper : Guillermo Altadill), il a successivement porté le nom de BT (skipper : Sébastien Josse), Veolia Environnement (skipper : Roland Jourdain), Hugo Boss (skipper : Alex Thomson), Neutrogena (skippers : Guillermo Altadill et José Muñoz), Adopteunskipper.net (skippers : Nicolas Boidevezi et Ryan Breymaier), Spirit of Yukoh IV (skipper : Kojiro Shiraishi), Omia Water Family (skipper : Benjamin Dutreux) et Freelance.com (skipper : Guirec Soudée).

## Carrière
Mis à l'eau en 2007 sous le nom d'Estrella Damm, ce voilier a subi des débuts difficiles. Il a abandonné dans toutes les courses auxquelles il a participé entre son lancement et son remodelage en 2010. Lors de la Barcelona World Race 2007, il abandonne à cause d'un problème de barre. Lors du Vendée Globe 2008-2009, il abandonne dans l'océan Indien à la suite de multiples avaries (pont fissuré, safran relevé) après que le bateau s'est couché. Lors de la Transat Jacques-Vabre 2009, une déferlante arrache le roof de BT, les skippers Sébastien Josse et Jean-François Cuzon seront hélitreuillés.

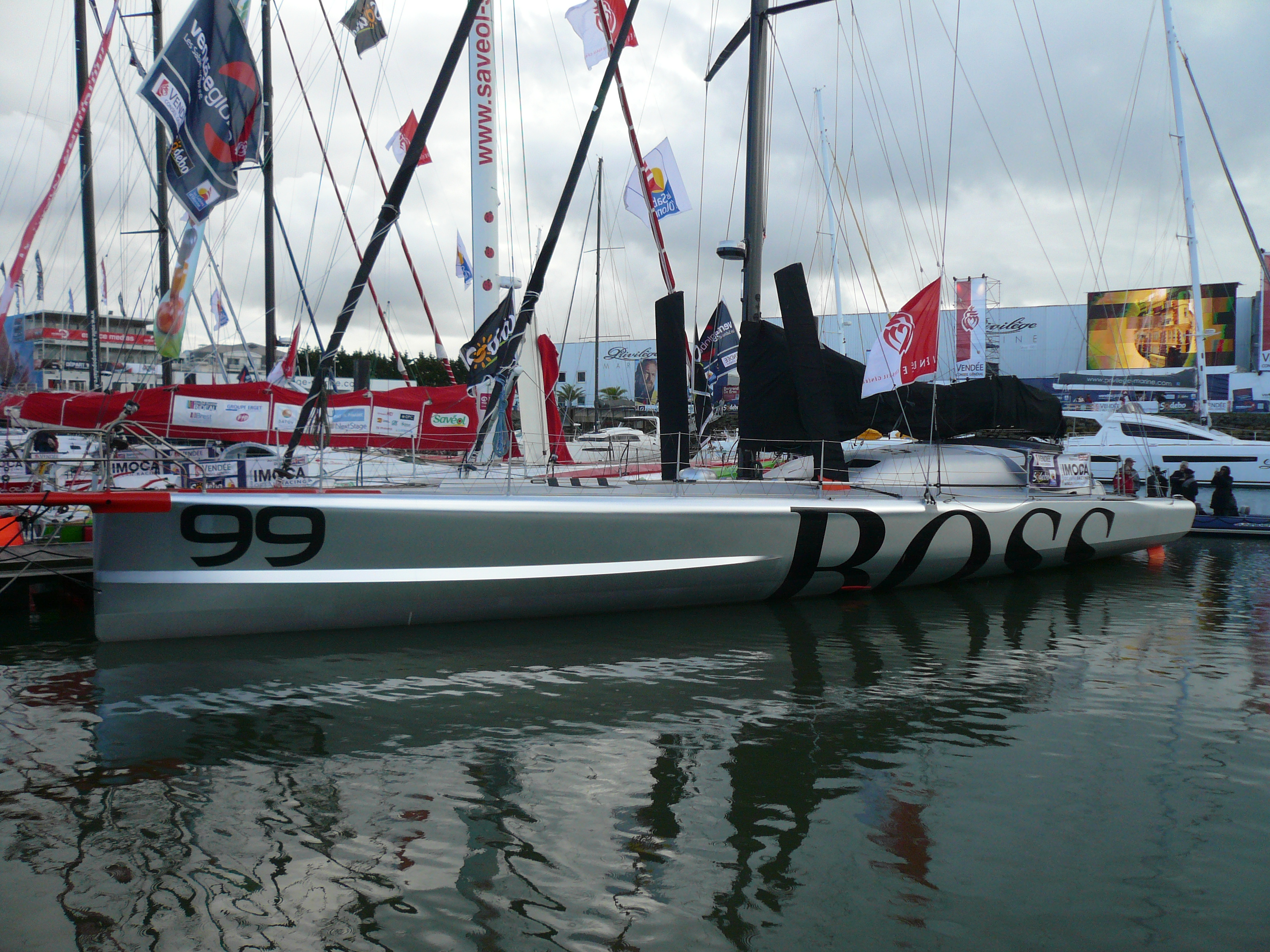
Hugo Boss aux Sables-d'Olonne avant le départ du Vendée Globe 2012-2013.

Après cette série noire, ce monocoque connaît enfin le succès sous les couleurs de Veolia Environnement en remportant la Route du Rhum 2010 avec Roland Jourdain. Il reste performant entre les mains d'Alex Thomson en signant en particulier une troisième place dans le Vendée Globe 2012-2013. En 2014-2015, il se nomme Neutrogena et est mené à la deuxième place de la Barcelona World Race 2014-2015 par les skippers Guillermo Altadill et Jose Muñoz.
Il est revendu en 2015 à Nicolas Boidevezi qui a pour projet de courir le Vendée Globe 2016-2017 avec. Dans la Transat Jacques-Vabre 2015, il abandonne à cause d'une bastaque brisée. Safran loue ce bateau pour la Transat B to B 2015 effectuée par Morgan Lagravière en attendant la réparation de Safran II. Nicolas Boidevézi ne trouvant pas de sponsor principal, le bateau est finalement revendu à l'équipe de Kojiro Shiraishi et renommé Spirit of Yukoh IV. Shiraishi fera un beau début de Vendée Globe, avant de démâter dans l'océan Indien.
Benjamin Dutreux rapatrie le bateau de Yokohama en Europe par cargo, et prend la 19e place sur la Transat Jacques-Vabre 2019 après un chantier de remise à niveau.
Un chantier de fond est entrepris fin 2019 afin de fiabiliser au maximum la machine, tous les systèmes du bord (électroniques, hydrauliques) sont revus et Omia Water Family est doté d'une garde-robe neuve pour le Vendée Globe 2020-2021. Malgré le fait que ce soit un bateau d'ancienne génération et sans foils, Benjamin Dutreux pointe à la troisième place lors du pointage de 15h du 14 novembre après 6 jours de course.
En juin 2021, le bateau est racheté par Guirec Soudée. En avril 2022, il devient Freelance.com.

## Palmarès

### 2007:Estrella Damm– Guillermo Altadill et Jonathan McKee
- 2007 : abandon dans la Barcelona World Race

### 2008-2009:BT– Sébastien Josse
- 2008 : Abandon dans le Vendée Globe
- 2009 : Abandon dans la Transat Jacques-Vabre, en double avec Jean-François Cuzon

### 2010:Veolia Environnement– Roland Jourdain
- 2010 : vainqueur de la Route du Rhum en 13 jours, 17 heures et 10 minutes

### 2011-2013:Hugo Boss– Alex Thomson
- 2011 :
  - 2e de la Transat Jacques Vabre, en double avec Guillermo Altadill, en 16 jours et 9 heures
  - 4e de la Transat B to B[10], en 10 jours, 1 heure et 43 minutes
- 2013 : 3e du Vendée Globe, en 80 jours 19 heures et 23 minutes

### 2014-2015:Neutrogena– Guillermo Altadill et Jose Muñoz
- 2014 : 2e de l'IMOCA New York - Barcelona[11]
- 2015 : 2e de la Barcelona World Race[12]

### 2015:adopteunskipper.net– Nicolas Boidevézi
- 2015 : Abandon dans la Transat Jacques-Vabre, en double avec Ryan Breymaier

### 2015:Safran– Morgan Lagravière
- 2015 : 4e de la Transat Saint Barth-Port la Forêt

### 2016:Spirit of Yukoh IV– Kojiro Shiraishi
- 2016 : Abandon dans le Vendée Globe

### 2019-2021:Omia Water Family- Benjamin Dutreux
- 2019 : 19e de la Transat Jacques-Vabre 2019 en double avec Thomas Cardrin
- 2020 :
  - 13e du Défi Azimut
  - 9e du Vendée Globe 2020-2021, en 81 jours 20 heures 45 minutes et 20 secondes

### 2021-Présent:Freelance.com- Guirec Soudée
- 2022 : 
  - 16e de la Guyader Bermudes 1000 Race
  - 6e de la Vendée-Arctique

- 2025 : 23e du Vendée Globe, en solitaire (5e des bateaux à dérives droites) en 89 jours 20 h 16 min 20 s[13]